# Museu literari Petőﬁ
El Museu Literari Petőfi (Petőﬁ Literary Museum) (PLM) és un important museu hongarès de Budapest. Va ser fundat el 1954, com l'organització successora de la Casa Petőfi. Va ser nomenat així per honrar la memòria de Sándor Petőfi.